# Escola socràtica major
L'escola socràtica major és el nom que va rebre l'Acadèmia, l'escola filosòfica fundada per Plató l'any 387 aC, dotze anys després de la mort del mestre Sòcrates.
Se sol emprar aquest termini en oposició a les escoles socràtiques menors.